# Jo Pepels
Jo Pepels (Geleen, 1 september 1943) is een voormalige Nederlandse voetballer. Hij stond onder contract bij Fortuna '54 en FC VVV.

## Spelerscarrière
Pepels ging samen met de gehele amateurclub SV Maurits in 1958 over naar plaatsgenoot Fortuna '54 en maakte deel uit van het elftal dat in 1960 landskampioen werd bij de betaalde jeugdteams. In het eerste elftal kwam hij echter niet aan spelen toe. In 1966 maakte de verdediger samen met zijn twee ploeggenoten Leo Raats en Sef Horsels de overstap naar FC VVV, op voorspraak van toenmalig trainer en plaatsgenoot Jean Janssen. Op 7 augustus 1966 maakte hij namens FC VVV zijn profdebuut in een met 1-2 gewonnen uitwedstrijd bij Tubantia. Bij de Venlose tweededivisionist wist Pepels zich wel verzekerd van een basisplaats, totdat een tragisch ongeval op 16 januari 1969 een abrupt einde maakte aan zijn carrière. Op weg naar de avondtraining vanuit Geleen naar Venlo raakte de auto met de drie Geleners betrokken bij een fataal verkeersongeluk dat het leven kostte aan bestuurder Leo Raats. Jo Pepels en Sef Horsels overleefden het ongeval, zij het met ernstige verwondingen. Pepels' revalidatie vanwege heupklachten nam een jaar in beslag, na anderhalf jaar kon hij weer zonder krukken lopen. Een medische afkeuring voor het bedrijven van betaald voetbal volgde. Pepels probeerde het hierna nog een jaar bij de amateurs van Urmondia, maar het ging niet meer. In 1971 stopte hij definitief als voetballer.

### Statistieken
| Seizoen         | Club            | Competitie      | Competitie | Competitie | Beker | Beker | Overige | Overige | Totaal | Totaal |
| Seizoen         | Club            | Competitie      | Wed.       | Dlp.       | Wed.  | Dlp.  | Wed.    | Dlp.    | Wed.   | Dlp.   |
| --------------- | --------------- | --------------- | ---------- | ---------- | ----- | ----- | ------- | ------- | ------ | ------ |
| 1963/64         | Fortuna '54     | Eredivisie      | 0          | 0          | 0     | 0     | —       | —       | 0      | 0      |
| 1964/65         | Fortuna '54     | Eredivisie      | 0          | 0          | 0     | 0     | 0       | 0       | 0      | 0      |
| 1965/66         | Fortuna '54     | Eredivisie      | 0          | 0          | 0     | 0     | 0       | 0       | 0      | 0      |
| 1966/67         | FC VVV          | Tweede divisie  | 42         | 0          | —     | —     | —       | —       | 42     | 0      |
| 1967/68         | FC VVV          | Eerste divisie  | 30         | 0          | 1     | 0     | 2       | 0       | 33     | 0      |
| 1968/69         | FC VVV          | Tweede divisie  | 8          | 0          | 0     | 0     | —       | —       | 8      | 0      |
| 1969/70         | FC VVV          | Tweede divisie  | 0          | 0          | 0     | 0     | —       | —       | 0      | 0      |
| Carrière totaal | Carrière totaal | Carrière totaal | 80         | 0          | 1     | 0     | 2       | 0       | 83     | 0      |

## Verdere loopbaan
Na afloop van zijn spelersloopbaan is Pepels nog jarenlang werkzaam geweest als trainer in het amateurvoetbal, bij onder andere Urmondia, Obbicht, Lindenheuvel, Armada, SVE en SVM.